# Pixar Image Computer
De Pixar Image Computer is een grafische computer die oorspronkelijk werd ontwikkeld door de Graphics Group, de computerdivisie van Lucasfilm. De computer was gericht op commerciële en wetenschappelijke high-end visualisatiemarkten, zoals medische beeldvorming, geofysica en meteorologie. De Pixar Image Computer was geavanceerd voor zijn tijd maar werd geen commercieel succes, er werden amper 300 exemplaren van verkocht.

## Geschiedenis
In 1979 richtte George Lucas de Graphics Group op, een afdeling van Lucasfilm die zich moest bezighouden met ontwikkelingen op het vlak van digitaal optisch printen, digitale audio, digitale niet-lineaire bewerking en 3D-computeranimatie. De kwaliteit van computergraphics was op dat ogenblik echter ondermaats vanwege technologische beperkingen. Daarom werd besloten om het probleem op te lossen door een hardwareproject te starten en de Pixar Image Computer te bouwen, een machine met meer rekenkracht die in staat was om afbeeldingen met een hogere resolutie te produceren.
De Pixar Image Computer werd in 1986 voor het eerst commercieel beschikbaar kort nadat de Graphics Group aan Steve Jobs verkocht was en omgedoopt werd tot Pixar Animation Studios. De computer werd aangeboden voor US$ 135.000, maar vereiste ook een werkstation van US$ 35.000 van Sun Microsystems of Silicon Graphics. Het systeem was ver op zijn tijd vooruit en genereerde een aantal eenmalige bestellingen van laboratoria en onderzoeksinstellingen. De verkoop in grote hoeveelheden bleef echter uit.
In 1987 introduceerde Pixar de tweede generatie, de P-II, die voor US$ 30.000 werd verkocht. In een poging om voet aan de grond te krijgen in de medische wereld doneerde Pixar tien machines aan toonaangevende ziekenhuizen en stuurde verkopers naar dokterscongressen. Dit had echter weinig effect op de verkoop, ondanks het vermogen van de machine om CAT-scangegevens in 3D weer te geven om perfecte beelden van het menselijk lichaam te tonen. Pixar sleepte wel een contract met een fabrikant van CAT-scanners in de wacht, die 30 machines verkocht. In 1988 had Pixar slechts 120 Pixar Image Computers verkocht.
In 1988 begon Pixar met de ontwikkeling van de PII-9, een versie van de goedkope P-II met plaats voor negen uitbreidingskaarten. Deze machine werd gekoppeld aan een heel vroeg RAID-systeem.  Een volledige configuratie was vrij duur, aangezien de 3 GiB RAID alleen al US$ 300.000 kostte. De PII-9 was gericht op high-end beeldtoepassingen voor de overheid, die werden uitgevoerd door speciale systemen die werden geproduceerd door de lucht- en ruimtevaartindustrie en die een miljoen dollar per stuk kostten.
De Pixar Image Computer was in 1990 toonaangevend in commerciële beeldverwerking. Er waren echter geen grote afnemers in welke industrie dan ook, in totaal werden er minder dan 300 Pixar Image Computers verkocht. Ook de overheid vond de kostprijs nog steeds te hoog en wachtte op de volgende generatie systemen, wat kostenbesparingen zou opleveren. Dat deed Pixar beslissen om zijn hardware-ontwikkelaars te ontslaan en de imaging-business te verkopen. De computerdivisie van Pixar werd in 1990 verkocht aan Vicom Systems, dat minder dan een jaar later failliet ging.

## Toepassingen
Begin jaren negentig werd de Pixar Image Computer gebruikt voor medische beeldvorming, waaronder MRI- en CT-scans aan de Universiteit van Georgetown en mammografie aan de Universiteit van Californië.
Walt Disney Feature Animation, wiens moederbedrijf Pixar later in 2006 kocht, gebruikte tot 1994 tientallen Pixar Image Computers voor hun computeranimatiesysteem CAPS.